# Turistická značená trasa 7321
Turistická značená trasa 7321 je 6,5 kilometru dlouhá žlutě značená turistická trasa Klubu českých turistů v Orlických horách spojující Mladkov se severním svahem Boudy. Trasa se nachází na území přírodního parku Suchý vrch - Buková hora.

## Historie
Původní okružní trasa 7321 byla vyznačena v roce 1988 a z důvodu vybudování naučné stezky Betonová hranice. Naučná stezka nebyla vyznačena za pomoci odpovídající turistické značky, ale za pomoci běžné značky žluté barvy. Trasa měla počáteční a koncový bod v Mladkově a byla vedena úbočími a vrcholovou partií Vysokého kamene. V roce 2012 došlo k rekonstrukci a přetrasování naučné stezky a v návaznosti na to bylo významně změněno i vedení trasy 7321. Trasa je stále naučnou stezkou v celé délce využívána, ale již jen pro její část. Již není okružní a z původní trasy využívá jen fragment.

## Průběh trasy
Turistická značená trasa 7321 spojuje obec Mladkov s rozcestím se zeleně značenou trasou 4298 v severovýchodním stahu hory Bouda. Převažující směr je jihovýchodní. Téměř celá trasa je vedena pásmem Československého opevnění lesním porostem po území přírodního parku Suchý vrch-Buková hora. Podél trasy jsou umístěny informační tabule naučné stezky Betonová hranice.
Počátek se nachází v centru obce Mladkov, kde je též rozcestí s červeně značenou Jiráskovou cestou a zeleně značenou trasou 4298. Ta zde má také počátek a vede do stejného koncového bodu jako trasa 7321 přes obec Lichkov. Ještě v zástavbě Mladkova přechází přes Mladkovský potok a Tichou Orlici a na jejím konci podchází železniční trať Ústí nad Orlicí – Lichkov. Dále stoupá již lesním porostem na Mlýnský vrch, kde se u Bergmanova kříže nachází rozcestí s modře značenou trasou 1974 z Lichkova. Odtud následuje jediný asi kilometrový úsek původní okružní trasy z roku 1988. Trasa 7321 stoupá severozápadním svahem Vysokého kamene na rozcestí Nad Kolotočem, kde přechází na vrstevnicovou lesní cestu a pokračuje severovýchodním svahem hory až do koncového bodu na rozcestí s trasou 4298. Odtud je možné po ní buď sestoupit do Lichkova nebo vystoupat na vrchol hory Bouda a pokračovat dále ke vchodovému objektu muzejně zpřístupněné stejnojmenné dělostřelecké tvrze. Lze též pokračovat stejným směrem po dále neznačené vrstevnicové lesní cestě až k červeně značené trase 0415 spojující Boudu s Králíky.

## Turistické zajímavosti na trase
- Kostel svatého Jana Křtitele v Mladkově
- Památná Lípa velkolistá v Mladkově
- Bergmanův kříž
- Objekty československého opevnění